# Manuel Lago González
Manuel Lago González (Randufe, Tuy, 25 de octubre de 1865 - Santiago de Compostela, 18 de marzo de 1925). Eclesiástico y escritor español en lengua gallega. Fue obispo de Osma, de Tuy y finalmente arzobispo de Santiago de Compostela. En 1914 fue nombrado senador por el Arzobispado de Burgos, convirtiéndose en 1918 en senador por el Arzobispado de Santiago de Compostela.
Siguió la carrera eclesiástica en el seminario diocesano de su ciudad natal. En el propio seminario ejerció después el profesorado de Sagrada Escritura, de Teología, de griego y hebreo. Ganó por oposición una canonjía en la catedral de Lugo. Posteriormente accedió a la dignidad episcopal.

## Obra
Publicó gran cantidad de poesías. Una selección de ellas figura en la edición de «Os estudiantes ao arcebispo de Santiago» datada en 1924. Diez años después aparecieron también composiciones de su autoría en el «Homenaxe ao arcebispo Lago González», «Fror Nova» y «O neno Xesús», salidos de su pluma. Les puso música el compositor Torres Creo.
En 1973 se le dedicó el Día de las Letras Gallegas y en La Coruña (España) existe una calle con su nombre (43°21′52″N 8°24′27″O / 43.3644963, -8.4074705).